# سیارک ۱۸۵۶۳۹
سیارک ۱۸۵۶۳۹ (به انگلیسی: 185639 Rainerkling، نامگذاری:2008EH8) صد و هشتاد و پنج هزار و ششصد و سی و نهمین سیارک کشف شده‌است که در ۲ مارس ۲۰۰۸ کشف شد.